# Rohrbach am Gießhübel
Rohrbach am Gießhübel ist ein Dorf im Landkreis Heilbronn in Baden-Württemberg, das seit dem 1. Dezember 1971 zur Stadt Eppingen gehört.

## Geographie
Rohrbach liegt etwa vier Kilometer westlich der Stadtmitte von Eppingen, naturräumlich gesehen im Eppinger Gäu des Unterraums Lein-Elsenz-Hügelland des Kraichgaus. Durch den Ort fließt von Westen her der Rohrbach der oberen Elsenz zu, kurz bevor sich diese durchs zentrale Eppingen aus ihrem anfänglichen Südost- auf Nordlauf wendet. In der Gemarkung gibt es kaum Wald, die offenen Flächen werden zumeist beackert. Außerhalb des namengebenden Ortes gibt es in der Gemarkung an Besiedlung nur ein Gewerbegebiet im Talgrund entlang der Elsenz, dazu wenige verstreute Aussiedlerhöfe.

## Geschichte
Keltische Siedlungsfunde auf der Gemarkung von Rohrbach weisen auf eine sehr frühe Besiedlung des Ortes hin. Erste Erwähnung fand der Ort 1170 in der Chronik des Sinsheimer Klosters, die nächste Erwähnung datiert von 1252. Der damals reichsritterschaftliche Ort entstand als Burgweiler nahe einer Burg, die später zum Wasserschloss umgebaut wurde. Der Ort war im Besitz der Herren von Weinsberg, kam 1317 als Pfand an Reinhard von Sickingen, dessen Nachkommen im Jahr 1385 den damals 14 Hofstellen umfassenden Ort an das Kloster und spätere Ritterstift Odenheim veräußerten, das 1387 auch den Rohrbacher Hof der Herren von Ehrenberg erwarb.
Der in sumpfiger Niederungslage am gleichnamigen Gewässer Rohrbach gelegene Ort wurde ursprünglich zur Differenzierung von gleichnamigen Orten Rohrbach bei Eppingen genannt. 1395 ist erstmals die Bezeichnung by dem gysobl belegt, die sich im Laufe der Zeit zum heutigen am Gießhübel entwickelt hat. Die genaue Bedeutung des Beinamens Gießhübel ist unbekannt, hat aber höchstwahrscheinlich mit der Lage des Ortes am Gewässer bzw. auf sumpfigem Grund zu tun.
In der frühen Zeit der Zugehörigkeit zum Kloster Odenheim wurde die Landwirtschaft in Rohrbach durch die Trockenlegung von Sümpfen und die Anlage von neuen Feldern und Rebflächen sowie die Gründung neuer Huben intensiviert, jedoch scheint man auch allmählich eine hohe Abgabenlast der Untertanen aufgebaut zu haben, die ihren Unmut 1525 im Bauernkrieg mit den Ausschreitungen gegen das Stift Odenheim zum Ausdruck brachten. 1574 wurden in Rohrbach 73 Herdstätten (Haushalte) gezählt. Im 16. Jahrhundert bildete sich allmählich eine politische Gemeinde. 1608 weigerten sich die Untertanen von Odenheim und Rohrbach, ein neu eingeführtes Umgeld auf allen ausgeschenkten Wein an das Stift Odenheim zu entrichten, woraufhin durch Kaiser Rudolf II. über die Orte die Reichsacht verhängt wurde. Im Zuge dessen kamen fünf Rohrbacher Untertanen in Bruchsal in bischöfliche Haft, wurden jedoch durch die Kurpfalz wieder befreit, die dadurch ihren Einfluss im Stiftsgebiet zu stärken trachtete und Teile davon annektierte. Nach Rückgabe der annektierten Gebiete wurde auch die Reichsacht über Rohrbach 1615 wieder aufgehoben. 1617 erhielt die Gemeinde vom Stift Odenheim 102 Morgen Stiftswald überlassen.
Im Dreißigjährigen Krieg wurde der Ort 1633/34 von einer Hungersnot und Typhus heimgesucht und 1634 von auf Seiten des Kaisers kämpfenden kroatischen Truppen gänzlich niedergebrannt. Lediglich die außerhalb des Ortes befindlichen Kirche und Schloss entgingen der Zerstörung. Noch 1668 wurden nur 13 Haushalte gezählt. Die Wiederaufbauleistung der Folgejahre wurde allerdings 1749 von einem Großbrand und noch im selben Jahr auch vom Ausbruch einer Seuche zunichtegemacht, an der täglich 10 bis 15 Menschen starben.
1776 entsagte die Kurpfalz zugunsten des Stifts Odenheim ihren meisten hoheitlichen Ansprüchen in Rohrbach. Mit der Säkularisation des Ritterstifts im Jahre 1803 kam Rohrbach als selbstständiger Ort an das Großherzogtum Baden und darin zum Landamt Odenheim, ab 1806 zum Oberamt Gochsheim und ab 1810 zum Bezirksamt Eppingen. 1939 wurden 906 Einwohner gezählt, Ende 1945 waren es 1030.
Am 1. Dezember 1971 erfolgte die Eingemeindung nach Eppingen. In den letzten Jahrzehnten wurden mehrere Neubaugebiete erschlossen, wodurch sich die Einwohnerzahl stetig erhöht hat. Heute hat Rohrbach ca. 1600 Einwohner. Der Ort ist nach wie vor stark landwirtschaftlich geprägt und überwiegend Wohnort für Pendler der umliegenden Orte und Gemeinden.

### Religionen
Durch die Zugehörigkeit zum Stift Odenheim blieb Rohrbach auch während der Reformation überwiegend katholisch, wenngleich es auch ab dem späten 16. Jahrhundert vorübergehend zur Einsetzung protestantischer Pfarrer durch die Kurpfalz kam und dadurch religiöse Auseinandersetzungen entfacht wurden. Die Verwüstungen des Krieges führten auch zur Aufgabe der reformierten Pfarrstelle in Rohrbach, woraufhin die protestantische Gemeinde im Ort von Eppingen aus versorgt wurde, bevor das Stift Odenheim 1690 protestantische Gottesdienste in Rohrbach vollends verbot. Eine evangelische Kirchengemeinde gab es danach erst wieder in jüngerer Zeit. Der Ort ist noch heute überwiegend katholisch geprägt.

## Wappen
Die Blasonierung lautet: In Silber aus dem unteren Schildrand wachsend ein Bischof mit goldenem Nimbus in silberbesetztem rotem Ornat und mit roter Inful, in der Rechten einen grünen Palmzweig, in der Linken einen goldenen Krummstab haltend.

## Sehenswürdigkeiten

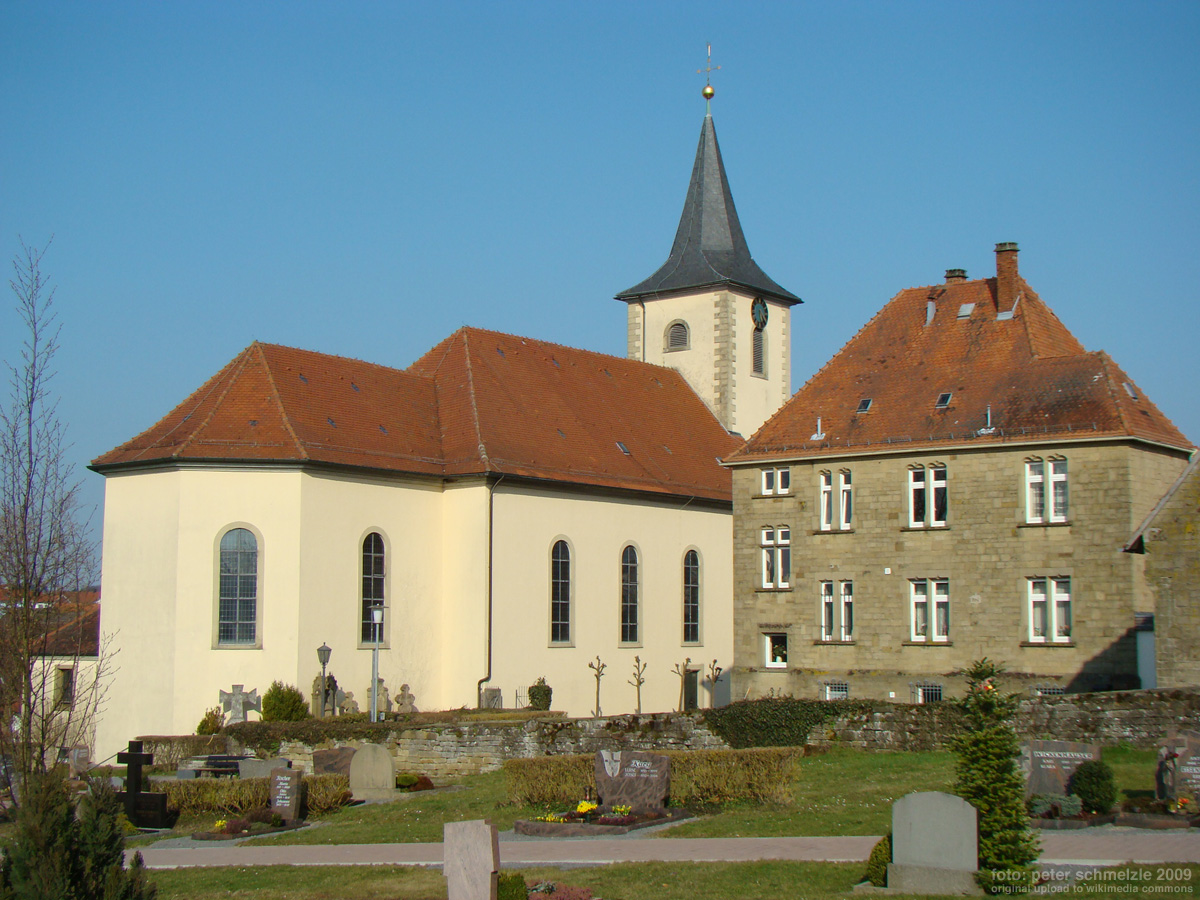
Valentinskirche

- Die katholische Valentinskirche geht auf eine erstmals 1395 erwähnte Kirche in Rohrbach zurück und wurde auf einer Anhöhe außerhalb des eigentlichen Dorfes errichtet. Die alte Kirche wurde im Dreißigjährigen Krieg beschädigt und stürzte 1770 ein, woraufhin 1789/90 die heutige Kirche erbaut wurde. Die Kirche war in der Vergangenheit mehrfach üppig ausgemalt, weist aber seit einer Renovierung von 1948 nur noch neutrale Wände und Decken auf. Die barocke Ausstattung mit Haupt- und zwei Seitenaltären sowie schmuckvoller Kanzel ist dagegen erhalten. Um die Kirche sind historische Grabmale von örtlichen Pfarrern, ein von Emil Wachter gestaltetes Grabmal für Anton Fränznick sowie ein Kriegerdenkmal von 1922 aufgestellt.
- An den Ortsausgängen sind drei kleine historische Kapellen, darunter die Marienkapelle von 1859. Außerdem finden sich zahlreiche Wegkreuze (siehe Wegekreuze in Rohrbach am Gießhübel) und ähnliche religiöse Kleindenkmale in der Umgebung.
- Am östlichen Ende des Ortes liegt das ehemalige Schloss von 1718 mit der etwas älteren Zehntscheuer. Die Gebäude werden landwirtschaftlich genutzt. An die einstige Bedeutung des Ortes für die Pferdezucht im Kraichgau erinnert eine bronzene Pferde-Figurengruppe an der Ortseinfahrt beim Schloss. Diese Skulptur wurde von dem Rohrbacher Künstler Robert Lipp im Jahre 2005 geschaffen und durch private Spenden finanziert.
- Das Schulgebäude wurde 1907 errichtet. Sein Jugendstil-Portal trägt die Inschrift „Lerne was so kannst du was“.
- Agnesbrunnen mit Brunnengemälde an einer Hauswand
- Rathaus mit historischen Luftaufnahmen von Rohrbach im Treppenaufgang
- Das Haus Karg an der Kreuzung Inselstraße/Gochsheimerstraße ist mutmaßlich das älteste Wohnhaus des Ortes. Die Jahreszahl 1807 über dem Eingang scheint nur den Umbau eines damals bereits bestehenden Gebäudes zu datieren. Das Haus war nach dem Tod des letzten Eigentümers heruntergekommen und stand danach noch mehrere Jahre leer. Der Ortschaftsrat beschloss 2018, das Gebäude nicht abzureißen, sondern es zu erhalten und ein Dorfmuseum darin einzurichten.[4]

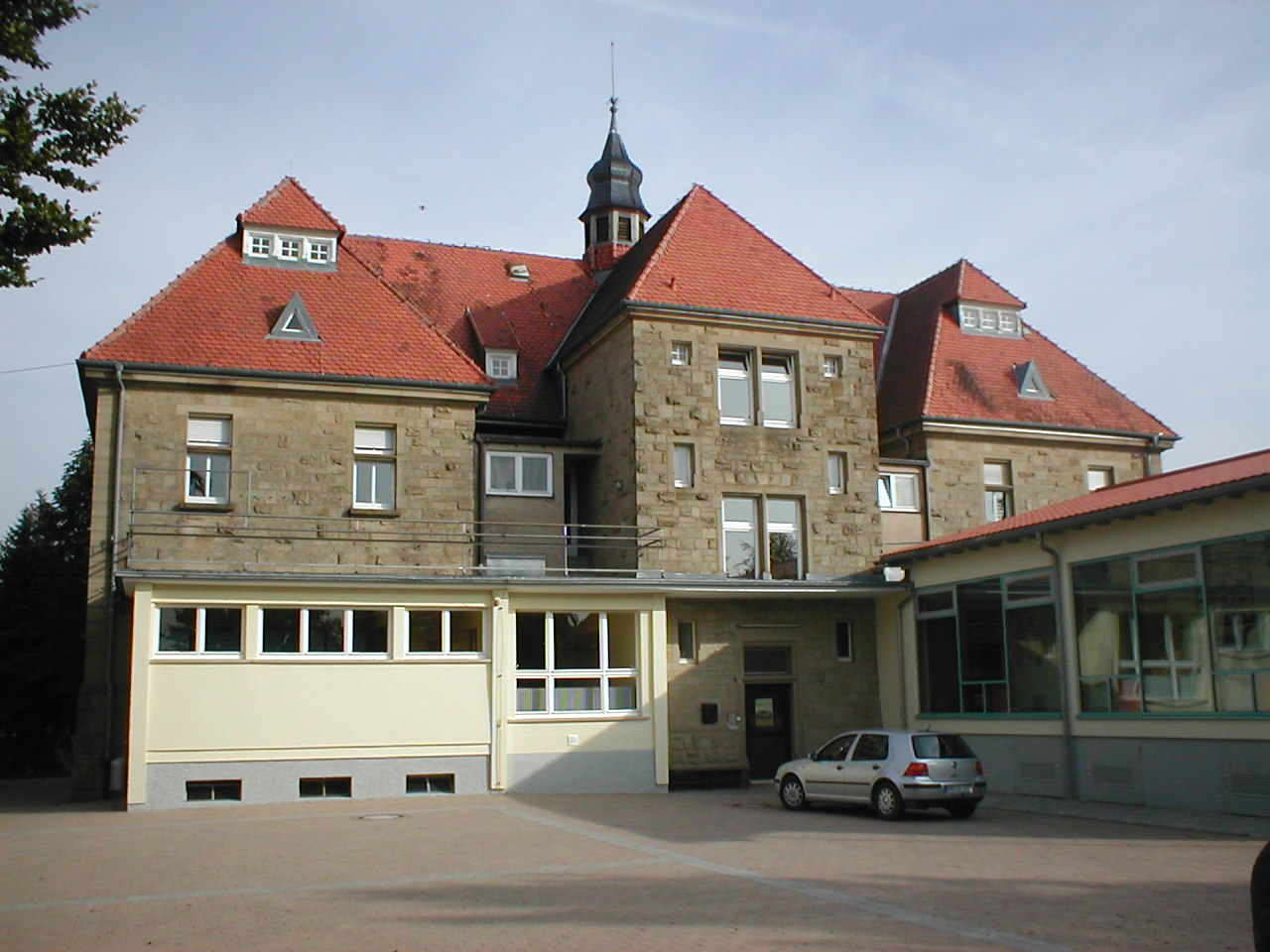
Schulhaus von 1907
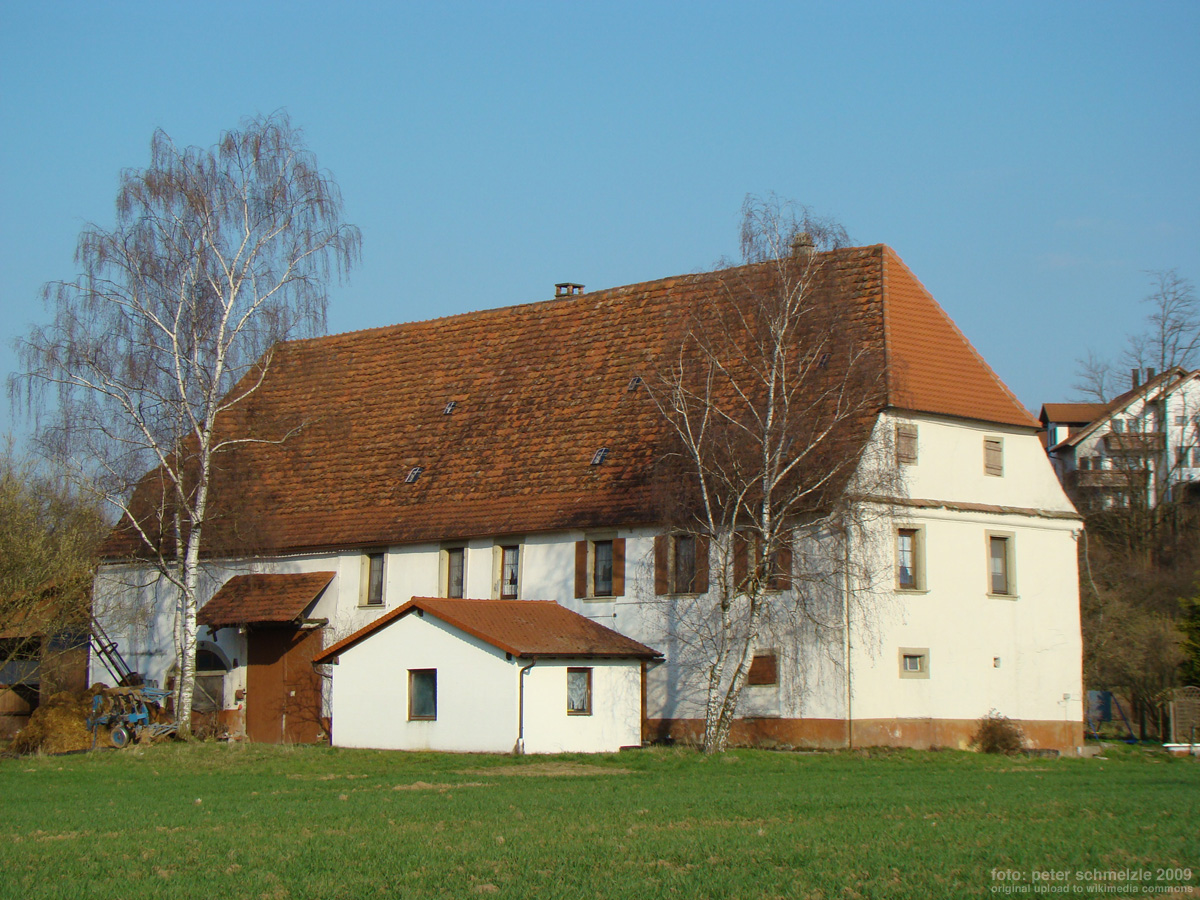
Ehemaliges Schloss
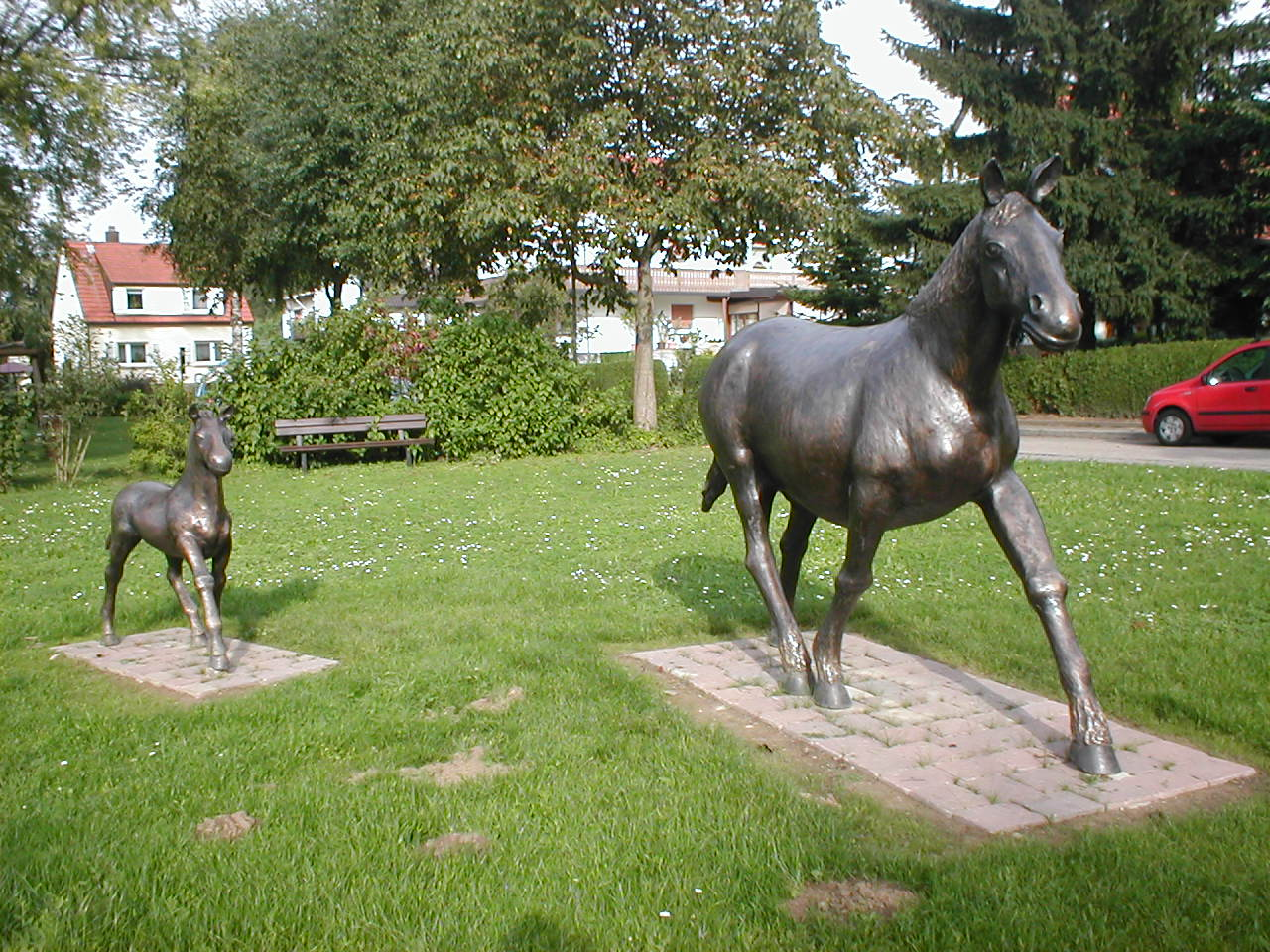
Pferdeskulpturen

## Persönlichkeiten
- Anton Fränznick (1889–1944), römisch-katholischer Priester und NS-Opfer; geboren und begraben in Rohrbach
- Erwin Rupp (1954–2018), Fußballspieler